# 61 до н. е.

## Події
- Консулами Римської республіки були обрані Марк Пупій Пізон Фругі Кальпурніан і Марк Валерій Мессала Нігер.
- Гай Юлій Цезар — пропретор Південної Іспанії.
- Публій Клодій Пульхр — квестор Сицилії.
- 29 вересня відбувся тріумфальний в'їзд Помпея до Риму після перемоги у третій Мітрідатовій війні.

## Народились
- Птолемей XIII — цар Єгипту з династії Птолемеїв.

## Померли
- Квінт Марцій Рекс — римський консул і генерал
- Авл Ліціній Архій — давньогрецький поет